# Emmer László
Emmer László (Tatabánya, 1956. október 27. –) labdarúgó, középpályás.

## Pályafutása
A Tatabányai Bányász csapatában mutatkozott az élvonalban 1979. szeptember 5-én a Ferencváros ellen, ahol 2–1-re kikapott a csapata. 1979 és 1987 között 204 bajnoki mérkőzésen szerepelt tatabányai színekben és 14 gólt ért el. Két-két alkalommal bajnoki ezüst- illetve bronzérmet szerzett a csapattal.
1988 és 1990 között a Videoton csapatában szerepelt. Utolsó élvonalbeli mérkőzésen a Szegedtől 1–0-ra kapott ki csapata.

## Sikerei, díjai
- Magyar bajnokság
  - 2.: 1980–81, 1987–88
  - 3.: 1981–82, 1986–87
- Magyar kupa (MNK)
  - döntős: 1985